# Salina (Utah)
Salina é uma cidade localizada no estado norte-americano de Utah, no Condado de Sevier.

## Demografia
Segundo o censo norte-americano de 2000, a sua população era de 2393 habitantes.
Em 2006, foi estimada uma população de 2399, um aumento de 6 (0.3%).

## Geografia
De acordo com o United States Census Bureau tem uma área de
15,9 km², dos quais 15,9 km² cobertos por terra e 0,0 km² cobertos por água.

## Localidades na vizinhança
O diagrama seguinte representa as localidades num raio de 24 km ao redor de Salina.